# 885
El 885 (DCCCLXXXV) fou un any comú començat en divendres del calendari julià.

## Esdeveniments
- Els vikings assetgen París.[1]

## Naixements
- Radulf de Barcelona, bisbe d'Urgell i abat de Ripoll.[2]